# Маккюм (Південно-Західна Фрисландія)
Маккюм (нід. Makkum) — село в нідерландській провінції Фрисландія на узбережжі штучного прісного озера Ейсселмер. Входить до муніципалітету Південно-Західна Фрисландія.
Його площа становить 6,03км², а населення станом на 2021 рік складало 3 380 осіб.

## Галерея

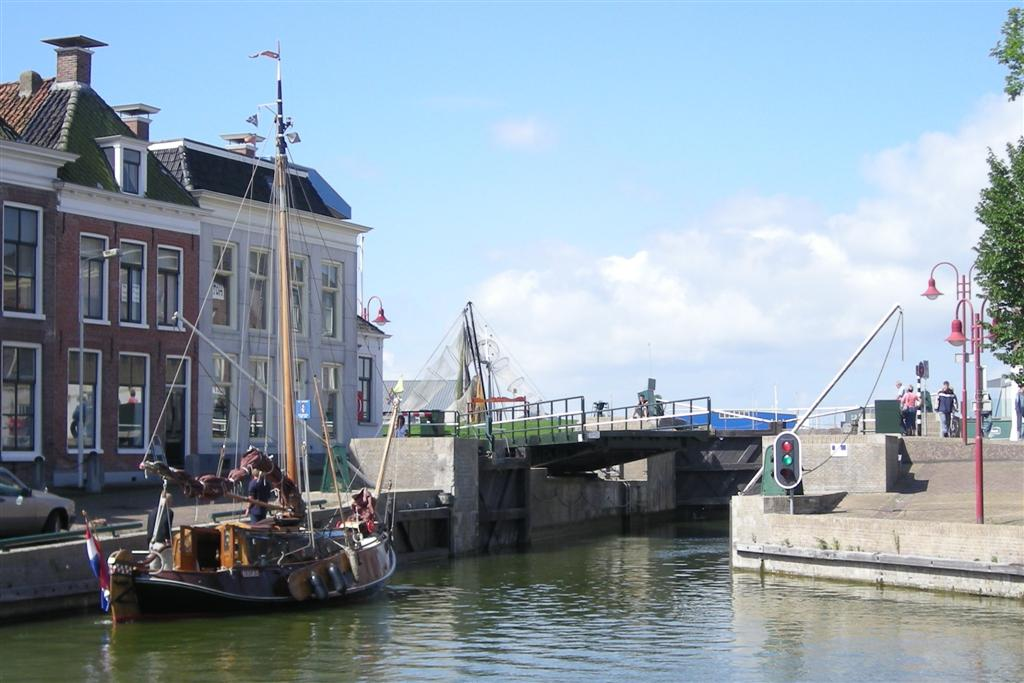
Шлюз у селі
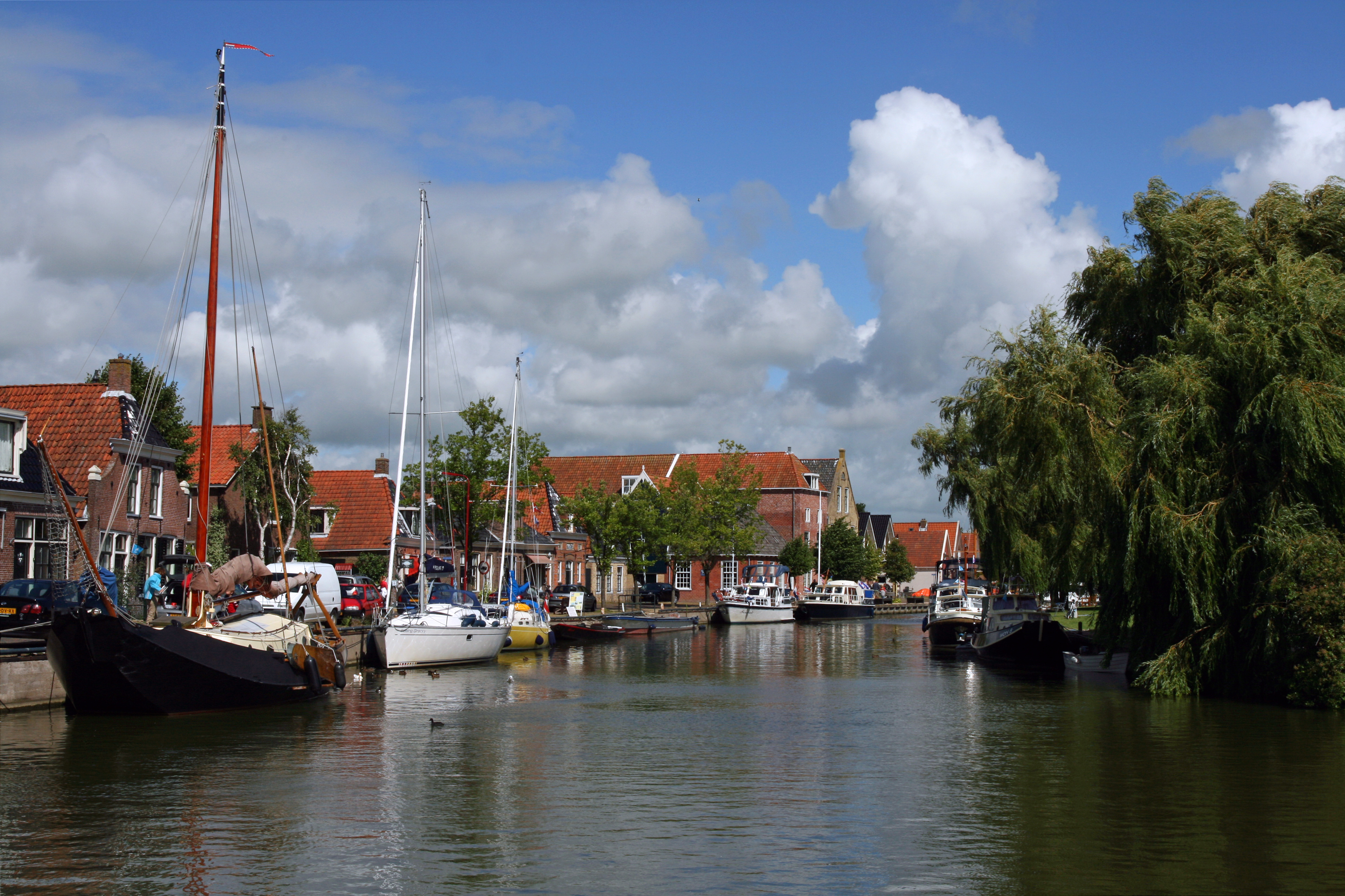
Гавань у Маккюмі
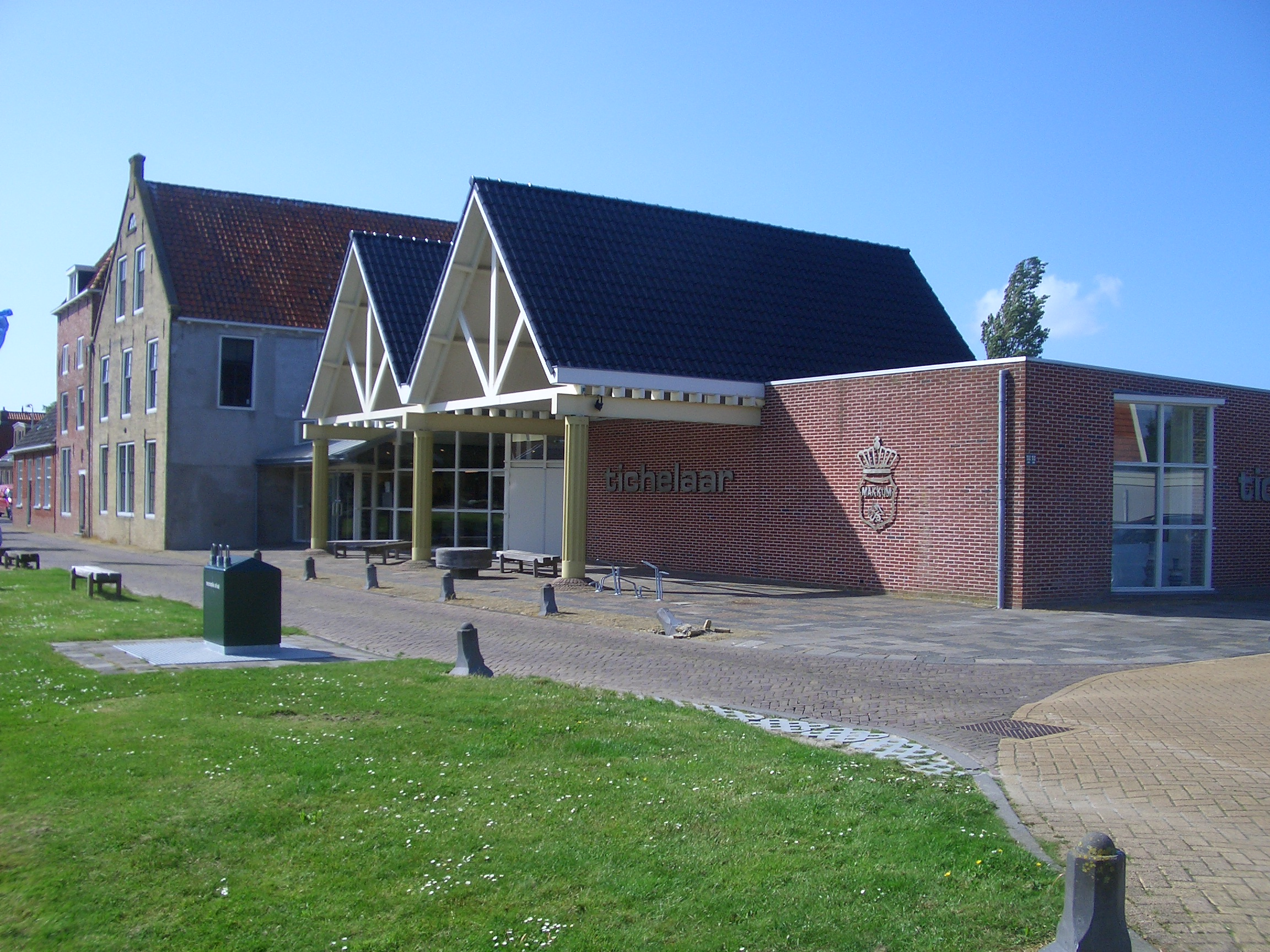
Будівля гончарної фабрики
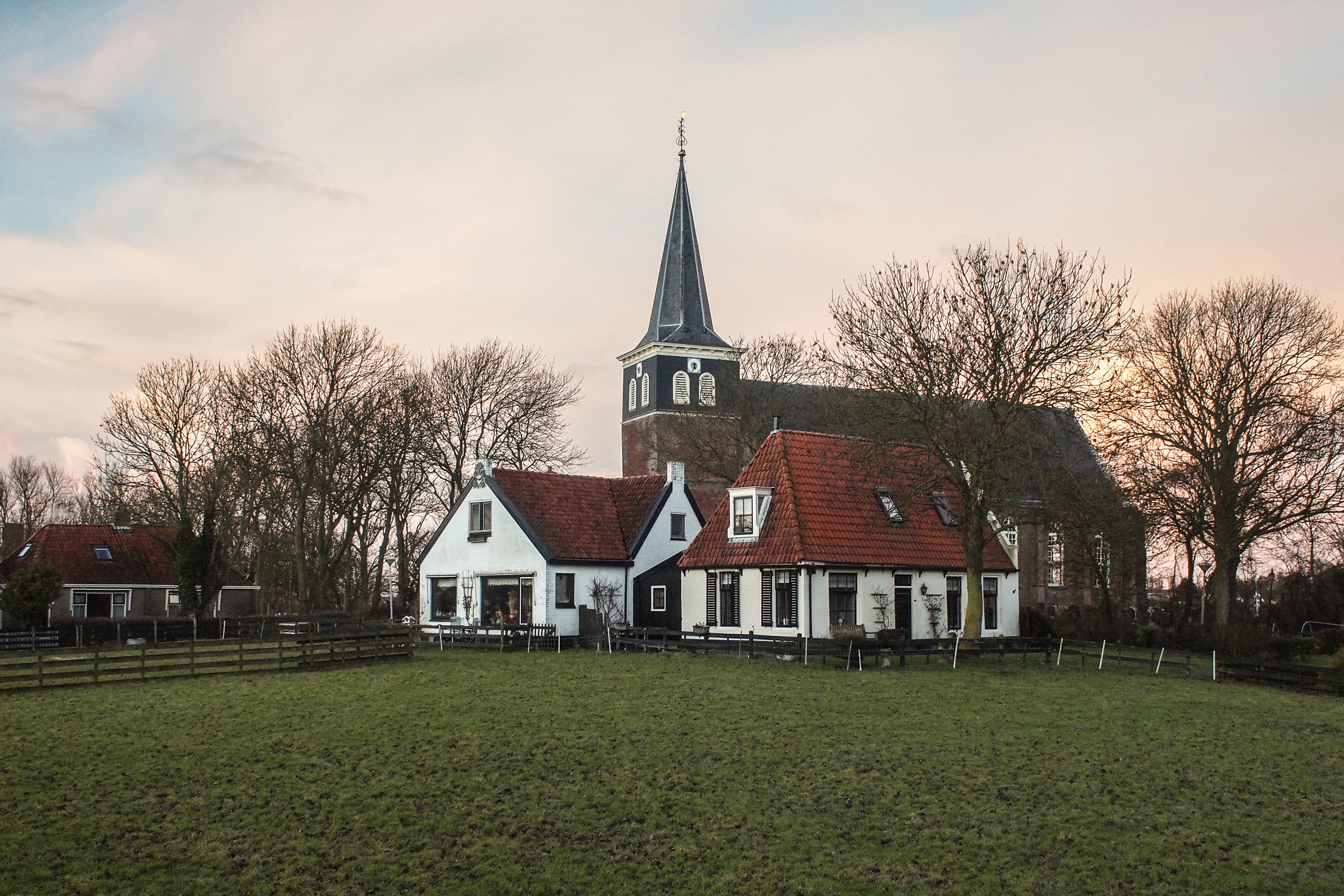
Церква